# تيري هيرست
تيري هيرست (بالإنجليزية: Terry Hirst)‏ هو رسام كارتون كيني، ولد في 2 نوفمبر 1932 في برايتون في المملكة المتحدة، وتوفي في 26 يونيو 2015.